# A57 road
Die A57 road (englisch für Straße A57) ist eine rund 197 km lange, teilweise als Primary route ausgewiesene Straße in England, die Liverpool mit Lincoln verbindet.

## Verlauf
Die Straße beginnt im Zentrum von Liverpool und führt nach Osten über Huyton und Prescot, dabei den M57 motorway und den M62 motorway kreuzend, nach Warrington. Dort wird die A49 road gequert. Östlich dieser Stadt wird bei dem Anschluss junction 21 der M6 motorway gekreuzt. Die Fortsetzung verläuft über Salford in das Zentrum von Manchester, wo ein kurzer Abschnitt als A57(M) motorway ausgewiesen ist. Beim Durchqueren von Manchester wird der Autobahnring M60 motorway zweimal gekreuzt. Östlich von Manchester verläuft die Straße parallel zum M67 motorway in das Longdendale. Weiter nach Osten steigt sie zum Snake Pass im Peak District bis auf eine Höhe von 512 m an. Der Abstieg nach Sheffield verläuft durch den Peak-District Nationalpark. Ab Sheffield, wo die A61 road gequert wird, wird die Straße zur Primary route und quert beim Anschluss junction 31 den M1 motorway. Die A57 umgeht Worksop und kreuzt dabei die A60 road. In ihrem weiteren Verlauf nach Ostsüdosten trifft sie südlich von Ranby auf die A1 road und ist bis Markham Moor mit dieser vereinigt. Sie überquert dann den River Trent. Westlich von Lincoln kreuzt sie den bypass dieser Stadt auf der A46 road und endet im Zentrum von Lincoln an der A15 road.